# FUJI NETWORK SPORT
『FUJI NETWORK SPORT』（フジネットワーク すぽると）はフジテレビ系列（地上波・BS・CS共通）で放送されるスポーツ中継及びスポーツ関連番組のブランドネームである。略すと「FNS」になるが、また別のものになる。
2001年10月から2016年3月まではフジテレビ系列におけるスポーツ中継やスポーツニュースのほか、『ジャンクCUP 2010』（2010年12月28日放送）のようなアスリート参加型のバラエティ番組にも用いられていた。
2016年4月～2018年3月は『スポーツLIFE HERO'S』、2018年4月からは『S-PARK』の開始に伴い休止していたが、2024年3月31日（日曜日）から装いを新たに日曜未明（土曜深夜）と日曜夜から月曜未明にかけての週末版スポーツニュース番組として復活するのに伴い、「SPORT」のロゴ映像も新調された。

## ロゴデザインと動画
初代 2001年10月 - 2002年12月
赤い円形を模ったSPORTロゴがボクシングの連続パンチを受け吹き出しの如く「ハァハァハァ」とため息をつき、もう一発パンチを受け真正面に来たところで「SPORT」とコールされる。
2代目 2003年1月 - 2005年3月
黒い丸に白くSを模ったロゴが拡大し、FUJI NETWORK SPORTと表示。
3代目 2005年4月 - 2016年3月
2色のジグザグした三角形が合わさり頭文字の「S」になる。下にフェードでSPORT（改行）FUJI NETWORKと表示しFUJI NETWORK SPORTとコールされる。
4代目 2024年4月 -
様々なスポーツのボールが飛び交い途中で「すぽると!」の番組タイトルロゴが浮き出る。
3代目および4代目は「すぽると!」の番組タイトルロゴと共用。 ただし、BS/CS単独で放送されるスポーツ中継では、「FUJI NETWORK」の表記とアナウンスは無く、「SPORT」の表示とコールのみだった。なお、過去のスポーツ中継番組の一部ではPERFECT SPORT SPECIALの表記・コールが使用されていた時期があった。

### テレビ局
- フジテレビ（開局順では系列で4番目）
- 関西テレビ
- 東海テレビ
- テレビ西日本（後から加盟したが開局日は系列最古）
- 仙台放送
- 北海道文化放送
- テレビ新広島

### 番組
- すぽると!（ロゴは使用するが、「FUJI NETWORK SPORT」の表記は使用しない）
- プロ野球中継（野球道 (フジテレビ系列)）
- FOOTBALL DX
- Dear Blue
- みんなのKEIBA
- うまズキッ!
- KEIBA BEAT
テレビ西日本制作分は歴史的いきさつから唯一番組開始時にネットワーク統一キャッチを入れる。2008年度よりキャッチコピーを入れずに番組タイトルからのスタート。
- KEIBAプレミア
- ボクシング中継（ダイヤモンドグローブ、EXCITING TIME）
- Japan Super Challenge
- 「TRE-SPORT」のタイトルがつく番組群
  - World Baseballエンタテイメント たまッチ!
  - モタ・スポ!
  - NFLダイジェスト

### アナウンサー
主要局の主だったアナウンサーのみ取り上げる。
フジテレビ（CX）
- 塩原恒夫
- 青嶋達也
- 竹下陽平
- 森昭一郎
- 西岡孝洋
- 田中大貴
- 福永一茂（ニッポン放送より移籍）

関西テレビ（KTV）
- 大橋雄介
- 山田恭弘
- 若田部克彦

東海テレビ（THK）
- 森脇淳
- 斉藤誠征
- 小田島卓生
- 加藤晃

テレビ西日本（TNC）
- 川崎聡
- 大谷真宏

仙台放送（OX）
- 金澤聡

北海道文化放送（uhb）
- 吉田雅英
- 加藤寛
- 廣岡俊光

テレビ新広島（tss）
- 深井瞬

### プロ野球
球団主催試合の放映権がある日本プロ野球の球団
- 東京ヤクルトスワローズ、千葉ロッテマリーンズ、埼玉西武ライオンズ（CX）
  - 横浜DeNAベイスターズについても権利は保有しているが、現在自社で放送する中継では行使せず、ビジターの地元系列局向けの中継のために利用している。
- 阪神タイガース、オリックス・バファローズ（KTV）
- 中日ドラゴンズ（THK）
- 福岡ソフトバンクホークス（TNC）
- 東北楽天ゴールデンイーグルス（OX）
- 北海道日本ハムファイターズ（uhb）
- 広島東洋カープ（tss）

その他
- メジャーリーグベースボール（日本人選手出場予定試合）

### その他
- Jリーグカップ、欧州サッカー
- bjリーグ→Bリーグ
- バレーボール
- 中央競馬
- ボクシング
- 柔道
- F1グランプリ
- スケート（フィギュア・スピード）
- 出雲全日本大学選抜駅伝競走
- 東日本女子駅伝（福島テレビ制作、テレビ静岡・長野放送・新潟総合テレビ以東のFNS系列のみで放送）
- 東京マラソン（日本テレビと1年ごとに交代で中継）
- 大阪国際女子マラソン（関西テレビ制作。長らくOPが使われていなかったが、2010年『第29回』では使用）
- 北海道マラソン（北海道文化放送制作、1990年-2011年。2012年以降は北海道文化放送とBSフジで放送）
- 名古屋ウィメンズマラソン（東海テレビ制作）
- 延岡西日本マラソン（テレビ宮崎制作、2008年より九州のFNS系列のみで放送、2012年からはBSフジでも放送[4]）
- 全日本大学女子選抜駅伝競走大会（2013年大会から）
- ゴルフ